# Будзилович, Пётр Николаевич
Пётр Николаевич Будзилович (27 декабря 1926, Гомель, СССР — 27 апреля 2019, Наяк, США) — русско-американский общественно-политический и церковный деятель, публицист, один из основателей Конгресса русских американцев, создатель сайта «Мысли о России». Входил в состав Высшего монархического совета.

## Биография
Пётр Будзилович родился 27 декабря 1926 года в Гомеле, в семье Николая Будзиловича, преподавателя латинского языка Гомельского медицинского института. Николай Будзилович во время Великой Отечественной войны являлся председателем Белорусского национального совета в коллаборационистском Комитете освобождения народов России, сотрудничавшего с нацистами, поэтому Пётр Будзилович в 1943 году переехал жить с отцом в нацистскую Германию.
В 1949 году он переселился в США, где устроился работать помощником топографа. В 1950 году был призван в американскую армию, через два года окончив службу в звании сержанта (командовал пулеметным взводом роты тяжелого вооружения в Исландии, а затем являлся инструктором по 75-мм безоткатному орудию). В 1952 году поступил в Массачусетский технологический институт, а в марте 1953 года получил гражданство США. В 1957 году окончил институт со степенями бакалавра и магистра (BSEE и MSEE) по электронике и автоматическому контролю.
После окончания института работал по специальности на предприятиях, затем работал специалистом по сбыту промышленной продукции. В эти же годы стал зарабатывать, пользуясь своими знаниями русского языка и техники — участвовал в развитии издательства McGraw-Hill и в переводе журнала «Прикладная математика и механика».
С 1966 по 1968 год являлся техническим редактором журнала «Electronic Design», а в 1969 году состоял техническим редактором журнала «Control Engineering». В 1970 году открыл своё консалтинговое агентство, клиентами которого стал ряд крупных американских фирм. В 1973 году являлся консультантом в Совете по технологии при президенте США по вопросу открытия сотрудничества между США и СССР в области науки и техники.
С 1957 года принимал активное участие в жизни русской эмиграции. Состоял в руководстве культурно-просветительного общества «Отрада», а в 1969 году стал преподавателем русской истории в школе Свято-Покровского прихода в городе Наяк, уделяя особое внимание разоблачению марксизма. В 1972 году стал одним из основателей Конгресса русских американцев и состоял членом его главного правления и председателем в течение трёх сроков, начиная с 1973 года, а также редактором официального бюллетеня-квартальника «CRA News», выходящего с мая 1979 года. Как представитель американских граждан русского происхождения входил в национальный совет республиканской партии «Heritage». В 1992 году основал программу благотворительной помощи для России под названием «Морской мост».
Сотрудничал в журналах «Русский американец», «Православная Русь», «Русское возрождение», «Кадетская перекличка», газетах «Литературная Россия», «Русская жизнь», «Русский вестник», «Русь державная», «Веди», «Наша страна», «Вече», «Единение», «Невский проспект», «Век», «Демократична Україна», «Град Китеж», «Русский пастырь», «Церковная жизнь».
В 1999 году отошёл от работы в Конгрессе русских американцев, посвятив себя литературной деятельности. 22 июня того же года создал сайт «Мысли о России» (www.russia-talk.com) «для популяризации идей Православной Монархии»
Резко критиковал шаги священноначалия Русской зарубежной церкви, направленные на примирение с Русской православной церковью Московского патриархата, к которой относился непримиримо. В 2001 году покинул РПЦЗ, примкнув к синоду митрополита Виталия. В декабре 2002 года в доме Петра Будзиловича в Наяке был обустроен храм Новомучеников и Исповедников Российских, где настоятелем был иерарх РПЦЗ(В) Владимир (Целищев). Активно продвигал РПЦЗ(В) с помощью своего сайта. Андрей Рюмин писал о нём в 2004 году: «Ему за 80, в своём преклонном возрасте он обладает потрясающей работоспособностью, один тянет на себе всю нагрузку. По объёму пропагандистских материалов и по уровню их подачи можно предположить, что там трудится целое анонимное товарищество но нет. <…> Между прочим, это именно он придумал аббревиатуру „РПЦЗ(В)“ и кличку „шкурловцы“».
Резко отрицательно встретил «Акт о каноническом общении» между Русской православной церкви заграницей (РПЦЗ) с Московским патриархатом.
В ноябре 2008 года резко рассорился с Владимиром (Целищевым) и прекратил общение с ним ввиду с несогласия Будзиловича с рядом решений Архиерейского Собора РПЦЗ(В-В), в частности, с архиерейской хиротонией иеромонаха Алексия (Пергаменцева). В ответ на что Владимир (Целицев) распорядился ликвидировать этот приход и вывезти иконостас и алтарь храма. Незадолго до кончины начал исповедоваться у священника Григория Котлярова («Зарубежный округ») и принимать Причащение из его рук.

## Семья
Жена Екатерина Ивановна Будзилович (в девичестве Левашёва), скончалась 23 сентября 2024 года.
Дети: Татьяна, Екатерина, Мария, Николай.

## Взгляды
Был младоземельным креационистом, отрицал эволюцию и считал её антинаучной, считал, что возрождение России начнётся с отказа от эволюции, отрицал Холокост. Критически относился к российскому правительству, считая его сионистским и оккупационным. Критиковал американское общество за отход от христианских принципов.

## Основные труды
- О возможности восстановления монархии в России. 1984.
- Основы марксизма. 1986.
- Hi tech/Public relations manual. 1988.
- The Millennium of Christianity in Russia (988—1988). — Congress of Russian Americans. — 1988. — 20 P.
- Православный учебник русской истории.
- Пояснение Божественной Литургии / М.: Русский Духовный Центр — 1993. 92 стр.
- Мысли о России, Наяк, США, 1995, 136 стр.
- Битва кагала за финансы антихриста. 2009.

## Награды
- Медаль почёта Эллис Айленда.
- Почётная грамота Президиума Верховного совета Российской Федерации (1 августа 1992 года) — за большой личный вклад в организацию и  обеспечение поставок гуманитарной помощи гражданам России[17].